# Linda Richards
Linda Richards (27 de julio de 1841 – 16 de abril de 1930), nacida Malinda Ann Judson Richards, fue la primera enfermera estadounidense capacitada profesionalmente. Estableció programas de capacitación en enfermería en Estados Unidos y  Japón, y creó el primer sistema de mantenimiento de registros médicos individuales para pacientes hospitalizados.

## Infancia
Richards, nació el 27 de julio de 1841 en West Potsdam, Nueva York. Era la menor de las tres hijas de Betsy Sinclair Richards y Sanford Richards, un predicador, que bautizó a su hija en honor a la misionera Ann Hasseltine Judson con la esperanza de que siguiera sus pasos.
En 1845, Richards se trasladó con su familia a Wisconsin, donde poseían algunas tierras. Su padre murió de tuberculosis apenas unas semanas después de llegar allí, y la familia pronto tuvo que regresar a la casa de los abuelos de Richards en Newbury, Vermont. Compraron una pequeña granja a las afueras de la ciudad donde se establecieron. Betsy Sinclair Richards también contrajo tuberculosis, y Linda Richards cuidó a su madre hasta su muerte por la enfermedad en 1854.

## Educación
Su experiencia en el cuidado de su madre moribunda despertó el interés de Richards por la enfermería. Aunque en 1856, a la edad de quince años, Richards ingresó a la Academia St. Johnsbury durante un año para convertirse en maestra, y de hecho enseñó durante varios años, nunca fue realmente feliz en esa profesión. En 1860, Richards conoció a George Poole, con quien se comprometió. No mucho después de su compromiso, Poole se unió a la Green Mountain Boys y se fue para combatir en la guerra civil estadounidense. Fue gravemente herido en 1865, y cuando regresó a casa, Richards lo cuidó hasta su muerte en 1869.
Inspirada por estas pérdidas personales, se mudó a Boston, Massachusetts para convertirse en enfermera. Su primer trabajo fue en el Hospital de la Ciudad de Boston, donde no recibió casi ninguna formación y fue sometida a un exceso de trabajo. Dejó ese hospital después de sólo tres meses, pero no se dejó intimidar por sus experiencias allí. En 1872, Richards se convirtió en la primera estudiante en inscribirse en la clase inaugural de cinco enfermeras en la primera escuela de formación de enfermeras de América. Esta escuela pionera fue dirigida por la doctora Susan Dimock, en el Hospital de Mujeres y Niños de Nueva Inglaterra en Boston. 
Linda describe su formación de enfermera: "Nos levantamos a las 5.30 a.m. y dejamos los pabellones a las 9 p.m. para ir a nuestras camas, que estaban en pequeños cuartos entre los pabellones. Cada enfermera cuidaba de su sala de seis pacientes tanto de día como de noche. Muchas veces me levantaba nueve veces por la noche; a menudo no me dormía antes de que llegara la siguiente llamada. No salíamos por la noche, ni teníamos horas de estudio o recreo. Cada dos semanas estábamos fuera de servicio una tarde de dos a cinco. Durante tres meses no recibimos ninguna asignación mensual".

## Carrera
Al graduarse un año después, se mudó a la ciudad de Nueva York, donde fue contratada como supervisora nocturna en Bellevue Hospital Center. Mientras trabajaba allí creó un sistema para llevar registros individuales de cada paciente, que se adoptaría ampliamente tanto en los Estados Unidos como en el Reino Unido. Consciente de lo poco que todavía sabía como enfermera, Linda comenzó su búsqueda para adquirir más conocimientos y luego transmitirlos a otros estableciendo escuelas de formación de enfermeros de alta calidad.
Al regresar a Boston en 1874, fue nombrada supervisora de la Escuela de Formación de Enfermería de Boston. Aunque el programa de capacitación de la escuela sólo tenía un año en ese momento, estaba bajo amenaza de cierre debido a la mala gestión. Richards, sin embargo, mejoró el programa hasta tal punto que pronto fue considerado como uno de los mejores de su clase en el país.
En un esfuerzo por mejorar sus habilidades, Richards tomó un programa intensivo de capacitación de enfermeras de siete meses en Inglaterra en 1877. Se formó con Florence Nightingale (quien estableció una escuela de capacitación para enfermeras) y fue visitante residente en el hospital Saint Thomas y el King's College en Londres, y en la Royal Infirmary of Edinburgh. A su regreso a los Estados Unidos, Richards fue pionera en la fundación y supervisión de escuelas de formación de enfermería en todo el país.

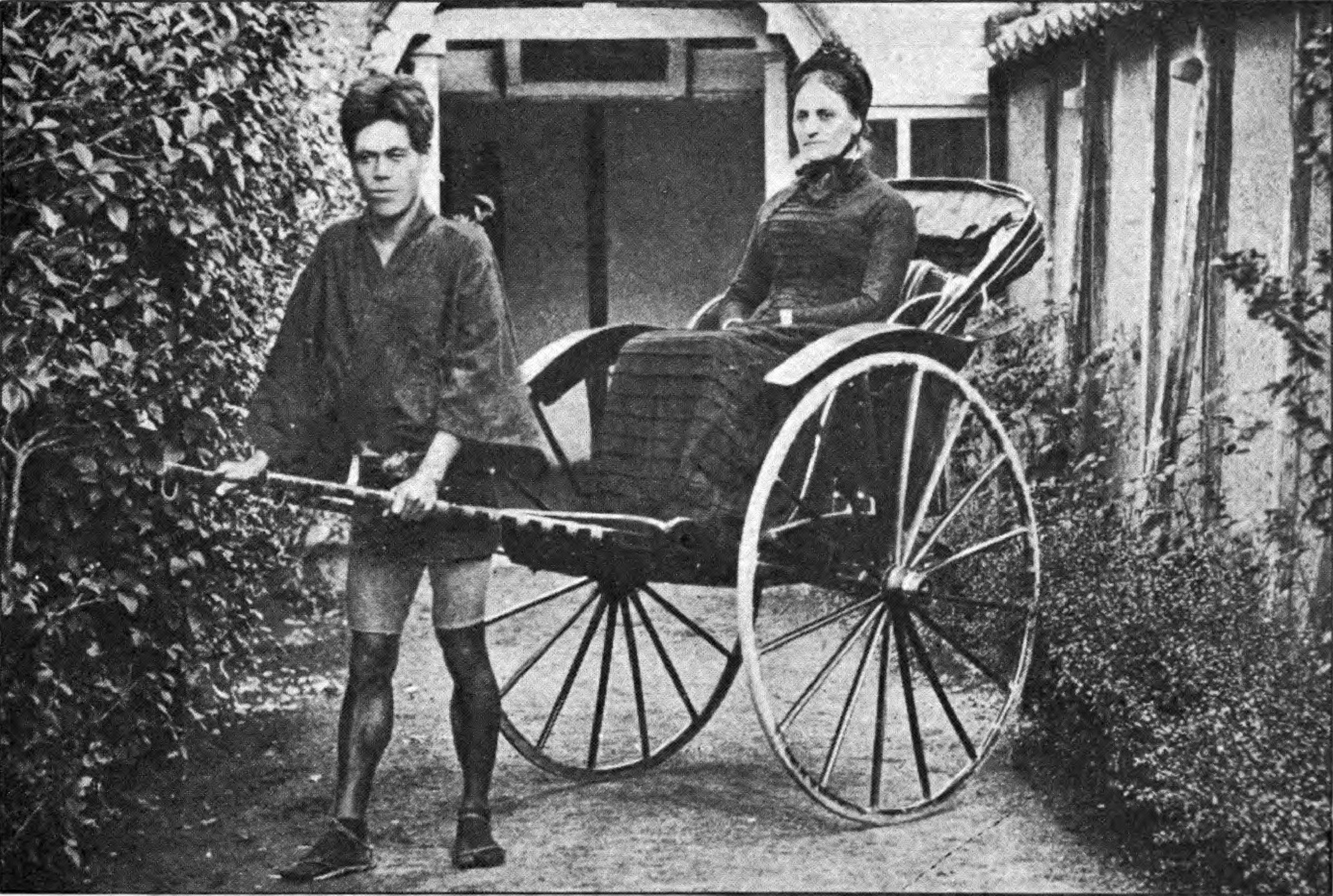
Linda Richards en Japón

En 1885 ayudó a establecer el primer programa de formación de enfermeras de Japón. Supervisó la escuela en el Hospital Doshisha en Kioto durante cinco años. Cuando regresó a los Estados Unidos en 1890, trabajó como enfermera durante otros veinte años mientras ayudaba a establecer instituciones especiales para los enfermos mentales. Fue elegida como la primera presidenta de la Sociedad Americana de Superintendentes de Escuelas de Capacitación, y ejerció como jefe de la Sociedad de Enfermeras Visitantes de Filadelfia. Se retiró de la enfermería en 1911, a la edad de setenta años.
Escribió un libro sobre sus experiencias, Reminiscencias de Linda Richards (1911), que se ha vuelto a publicar en 2006 como la primera enfermera capacitada de América.  Richards sufrió una grave apoplejía en 1923 y fue hospitalizada hasta su muerte el 16 de abril de 1930. Richards fue incluida en el Salón Nacional de la Fama de la Mujer en 1994.